# إيفا بوغ
إيفا بوغ (بالنرويجية البوكمول: Eva Bugge)‏ هي دبلوماسية نرويجية، ولدت في 24 مايو 1945.